# Хімено (граф Памплони)
Хімено Сильний (ісп. Ximeno el Fuerte; бл. 745 — після 783) — 1-й граф Памплони в 758—783 роках.

## Життєпис
Походив зі знатного васконського роду. Ймовірно був онуком Гарсії Хіменеса, графа Собрарбе. Після смерті останнього у 758 році основні володіння успадкував Гарсія Інігес. З огляду на порядок повторення ім'я через покоління, то ймовірно Гарсія Хіменес мав сина Ініго, який помер до 758 року. На той час землі Памплони входи до складу графства Собрарбе. Як менший син Ініго — Хімено отримав невеличкі володіння з Памплоною та замком Монжардін (територія сучасного міста Деєррі).
За підтримки франків розширив володіння на Вігеру, Нахеру і Калаорру. У 778—779 роках підтримав походи франків до північної Іспанії. 781 року підтримав повстання Галіндо Веласкотенеса, графа Арагону. У відповідь кордовський емір Абдаррахман I завдав поразки спочатку Хімено, а потім Галіндо. було втрачено Вігеру, Нахеру і Калаорру, а Памплону — сплюндровано, в полон потрапив Фортун, брат Хімено. Втім Хімено залишився на троні Памплони, як васал Кордовського емірату. Помер або був повалений маврами 783 року. Його наступником став син Ініго.